# Pavel Savicki
Pavel Alehavič Savicki (in bielorusso Павел Алегавіч Савіцкі?; Hrodna, 12 luglio 1994) è un calciatore bielorusso, attaccante del Nëman.

## Carriera

### Club
Dal 2010 al 2017 ha giocato nella massima serie bielorussa con il Nëman, squadra con cui ha disputato oltre 200 gare tra campionato e coppe. Nel 2015 è stato in prestito ai polacchi del Jagiellonia.
Dal 2018 gioca nella Dinamo Brėst, club con cui ha vinto il titolo di capocannoniere della Vyšėjšaja Liha 2018.

### Nazionale
Ha giocato in tutte le selezioni giovanili bielorusse.
Il 18 maggio 2014 ha esordito in nazionale, nell'amichevole giocata contro l'Iran in cui è subentrato a Sjarhej Balanovič. Tre giorni dopo mise a segno le sue prime reti in nazionale, siglando una doppietta nell'amichevole contro il Liechtenstein.

## Palmarès

### Club

#### Competizioni nazionali
- Campionato bielorusso: 1

Dinamo Brest: 2019
- Supercoppa di Bielorussia: 3

Dinamo Brest: 2018, 2019, 2020
- Coppa di Bielorussia: 2

Neman: 2023-2024, 2024-2025

### Individuale
- Capocannoniere del campionato bielorusso: 1

2018 (15 gol)